# Olive Webb
Olive Webb ONZM (nacida en 1946 o 1947) es una psicóloga clínica neozelandesa y ex presidenta de la Sociedad Psicológica de Nueva Zelanda de 1993 a 1995. La experiencia de Webb con las malas condiciones y el trato que recibían los pacientes mientras trabajaba en el Hospital Sunnyside en la década de 1970 la inspiró para convertirse en defensora de los discapacitados. En 2008 recibió la Orden al Mérito de Nueva Zelanda por sus servicios a personas con discapacidad intelectual. Webb es el miembro más antiguo de la Junta de Salud del Distrito de Canterbury, puesto que ocupó entre 2001 y 2013.

## Biografía
Webb nació en 1946 o 1947 en el distrito rural de Waipa, al sur de Te Awamutu. Su madre organizaba fiestas anuales para los residentes del hospital psiquiátrico de Tokanui y, durante el instituto y sus primeros años en la universidad, Web trabajó como auxiliar de enfermería en el hospital. Asistió al Te Awamutu College y a la Universidad de Waikato, donde estudió Geografía.
Webb se sintió frustrada con los voluntarios bienintencionados del hospital, por lo que decidió obtener cualificaciones para ayudar mejor a los residentes del hospital. Webb se trasladó a la Isla Sur y estudió psicología clínica en la Universidad de Canterbury. En 1968, Webb empezó a trabajar en el Hospital Sunnyside, un manicomio de Christchurch, como psicóloga clínica adjunta. Pasó 27 años trabajando en el centro, durante los cuales se preocupó mucho por el bienestar de los pacientes, ya que observó que el personal no había recibido la formación adecuada y que los pacientes eran maltratados y poco estimulados, y a menudo pasaban gran parte del tiempo desocupados en habitaciones estrechas. Mientras trabajaba en el hospital, Webb obtuvo un doctorado en 1984 y un diploma de posgrado en gestión de servicios sanitarios en 1992.
Webb fue nombrada directora del Servicio de Psiquiatría para adultos con discapacidad intelectual del Hospital Sunnyside, siendo la primera profesional no médico en ocupar este puesto. Durante este tiempo, Webb redujo el número de pacientes ingresados en el hospital de 150 a 25, mediante el desarrollo de planes de atención comunitaria para los pacientes. Webb también abogó por mejorar los controles médicos de las personas con discapacidad intelectual, tras contribuir a una investigación que demostró que el 73% de los pacientes del estudio necesitaban atención médica. El trabajo de Webb fue un factor importante en la desinstitucionalización de los servicios de salud mental de Nueva Zelanda, que llevó al cierre de hospitales psiquiátricos y su sustitución por servicios de salud mental comunitarios.
De 1993 a 1995, Webb fue presidenta de la Sociedad de Psicología de Nueva Zelanda. En la década de 1990, Webb se trasladó de West Melton (donde había vivido durante 25 años) a Hororata, donde se convirtió en líder comunitaria.
En enero de 2001, Webb fue elegida como uno de los miembros inaugurales de la Junta de Salud del Distrito de Canterbury, durante la cual trabajó en el desarrollo de la Ley de Discapacidad Intelectual (Atención Obligatoria y Rehabilitación) de 2003. Cuando Webb dimitió en 2013, se convirtió en el miembro más veterano de la junta. Ese mismo año, Webb se presentó sin éxito a las elecciones a la alcaldía del distrito de Selwyn, quedando segunda tras Kelvin Coe.
Desde 2020, Webb trabaja con Living Options, una fundación benéfica que ayuda a personas con discapacidad en el distrito de Queenstown-Lakes.
En 2022, Webb participó en la investigación Abuse in Care - Royal Commission of Inquiry, durante la cual comparó el trato que recibían las personas con discapacidad en centros psiquiátricos con los campos de concentración de la Segunda Guerra Mundial.
Webb ha sido fideicomisaria, presidenta o miembro del consejo de administración de varios fideicomisos comunitarios, como New Zealand Riding for the Disabled, Special Olympics New Zealand, Central Plains Water Trust, Hororata Community Trust y Selwyn Central Community Care Trust.
Ha escrito un libro de memorias titulado From Behind Closed Doors, una reflexión sobre su viaje de 50 años junto a personas con discapacidades intelectuales.

## Premios
En 2008, Webb recibió la Orden del Mérito de Nueva Zelanda por sus servicios a personas con discapacidad intelectual, debido a su trabajo en la desinstitucionalización y el desarrollo de servicios comunitarios de salud mental. En 2018, Webb recibió el premio al Servicio Distinguido de la Sociedad Australasiana para la Discapacidad Intelectual.

## Vida personal
Webb fue organista de la Iglesia de San Juan en Hororata hasta que el órgano fue destruido en el terremoto de Canterbury de 2010. Desde entonces, ha tocado el piano en la iglesia y canta en el Coro Comunitario de Selwyn.